# 7789 Kwiatkowski
7789 Kwiatkowski este un asteroid din centura principală de asteroizi.

## Descriere
7789 Kwiatkowski este un asteroid din centura principală de asteroizi. A fost descoperit pe 2 decembrie 1994 la Observatorul Palomar de Edward L. G. Bowell. Asteroidul prezintă o orbită caracterizată de o semiaxă mare de 2,30 ua, o excentricitate de 0,16 și o înclinație de 4,8° în raport cu ecliptica.